# Joel (Miguel Ángel)
El profeta Joel de 355 x 380 cm es un fresco de Miguel Ángel de 1508-1510 y forma parte de la decoración de la bóveda de la Capilla Sixtina, en los Museos Vaticanos de Roma, encargada por el papa Julio II.

## Historia
Al pintar la bóveda, Miguel Ángel procedió desde el tramo cerca de la puerta de entrada, la usada durante las entradas solemnes a la capilla del pontífice y su séquito, hasta la parte sobre el altar. Joel así pues, que se encuentra en el primer tramo a partir de la puerta, fue una de las figuras del primer bloque de trabajos, concluido en 1510.

## Descripción y estilo

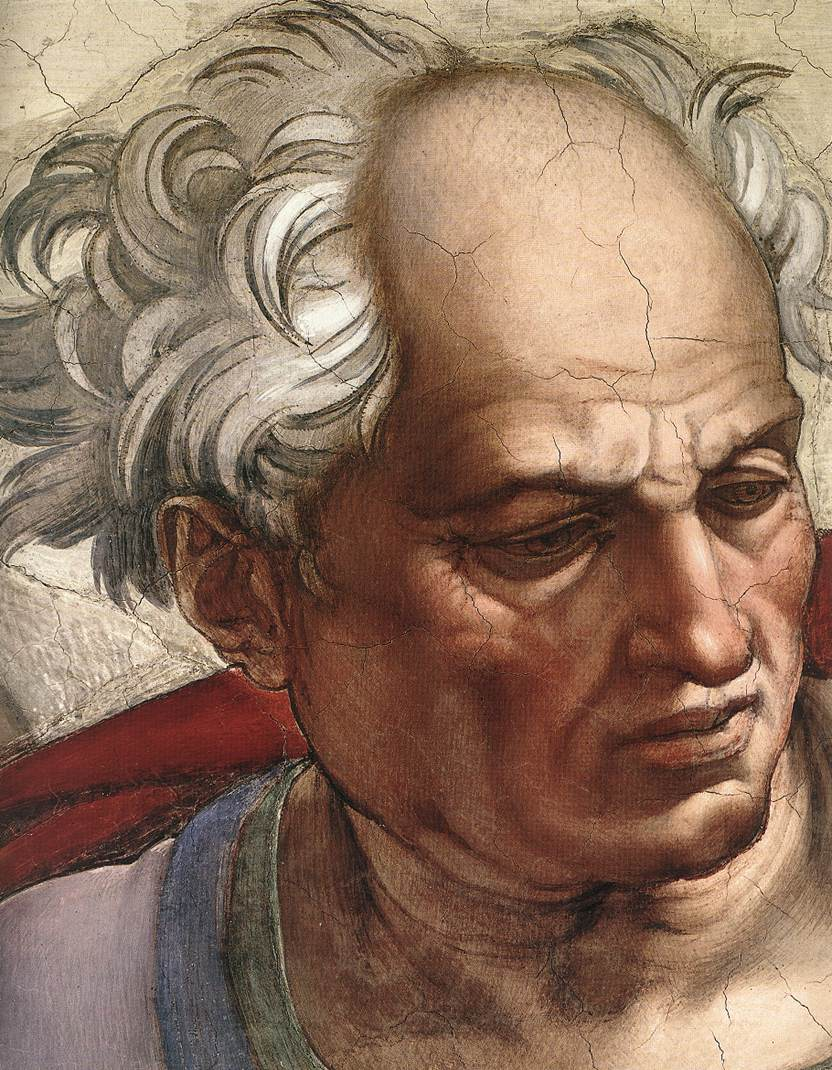
Detalle, el rostro del profeta.

Joel forma parte de la serie de los Videntes, colocados sobre amplios tronos arquitectónicos sobre las ménsulas. Cada uno de ellos va acompañado de un par de jóvenes asistentes y está en un gran asiento marmóreo, entre dos pilares con fingidos altorrelieves con amorcillos por parejas, en varias posiciones. Su nombre en latín (en este caso IOEL) está escrito en igualmente simuladas tablitas bajo la plataforma que hace de base al trono, cada una sostenida por un amorcillo.
Joel profetizó terribles calamidades sobre la tierra, incluidos el oscurecimiento de la luna y del sol. Algunas citan una viña (como Joel 1,12) y es quizás esta la razón por la cual se le colocara cerca de la escena de la Embriaguez de Noé. Está representado sentado de frente, con el brazo derecho apoyado en un atril de madera mientras desenrolla y lee cuidadosamente un largo rollo. Su rostro está coronado por una calva frontal y cabellos blancos y emana una fuerte concentración, mientras la pose del cuerpo, dramatizada por los contrastes cromáticos entre luces y sombras, manifiesta una cierta tensión y una energía contenida muy evidente. Viste una túnica violeta claro, con cuello cuadrado ribeteado de verde y un cierre sobre el pecho con una cinta blanca, una banda azul que le cruza el torso y un manto rojo que cae sobre los hombros y piernas. A lo largo de los costados y brazos del profeta la restauración reveló numerosas correcciones a fresco seco debidas al artista.
Detrás de él se ven dos niños asistentes, que interaccionan entre ellos; el de la derecha sostiene un libro verde bajo el brazo y con el otro indica algo al de la izquierda, que parecía ocupado en la lectura.

## Homenajes
En ocasión del cuarto centenario de la muerte de Miguel Ángel, el 16 de junio de 1964, la oficina de Correos vaticana dedicó a este fresco un sello de 150 liras.

## Detalles

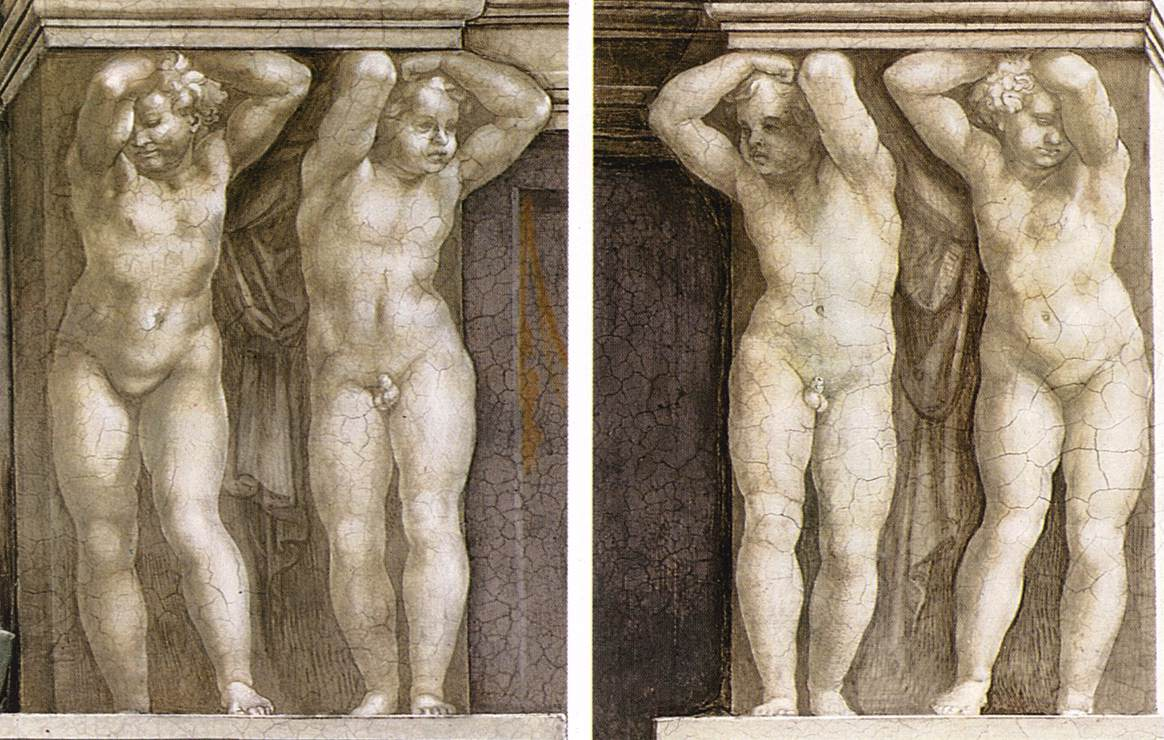
Las parejas de amorcillos monócromos a los lados del trono de Joel.
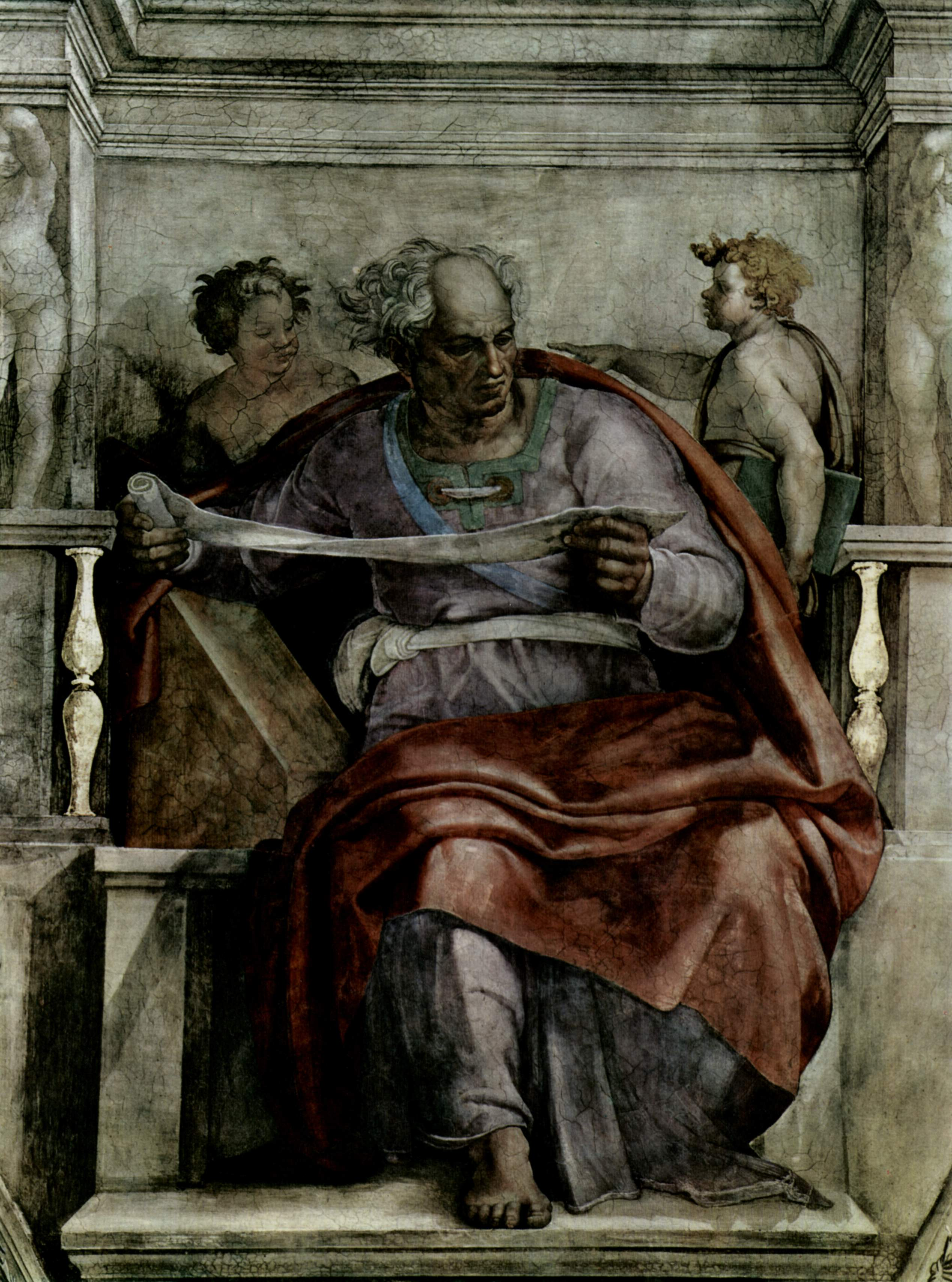
Joel antes de la restauración de los años 1980.